# Giselda Medeiros
Giselda de Medeiros Albuquerque (Acaraú, 14 de julho de 1939) é uma professora e escritora brasileira, membro da Academia Cearense de Letras, detém vários prêmios literários, na poesia, no conto, na trova.

## Biografia
Filha de Jorge Francisco de Medeiros e Raimunda de Sousa Fernandes, iniciou seus estudos no Colégio 7 de Setembro, fundado pelo professor Edílson Brasil Soárez. Posteriormente, formou-se em Letras Neolatinas pela Universidade Federal do Ceará. Professora e Coordenadora do curso de Português no Centro de Línguas Dr. José Rosa Abreu Vale, do Colégio Estadual Justiniano Serpa. Iniciou-se na poesia com apenas 10 anos de idade.
Sócia efetiva da Academia Cearense de Letras, ingressou na ACL no dia 21 de junho de 2000 sendo saudada pela acadêmica Regine Limaverde. Substituiu o jornalista João Jacques na cadeira número 28, cujo patrono é Mário da Silveira. É membro de várias entidades literárias, dentre as quais, da Academia Cearense da Língua Portuguesa; da Academia Fortalezense de Letras; da Ala Feminina da Casa de Juvenal Galeno; da Academia de Letras e Artes do Nordeste; da União Brasileira de Trovadores. Sócia Benemérita e Presidente de Honra da Associação de Jornalistas e Escritoras do Brasil, da qual foi Presidente da Coordenadoria do Ceará, por cinco mandados e Presidente Nacional por duas gestões.
Redatora-chefe da Revista Jangada e do informativo "O Ajebiano". Organizadora da Coletânea Policromias (publicação da AJEB-CE), hoje, 2018, no volume 9. Também foi organizadora da Antologia Mulheres do Brasil, órgão da Ala Feminina da Casa de Juvenal Galeno (volumes 3, 4 e 5) e de um livro da ala. Em 2002, foi aclamada Princesa do Poetas do Ceará, título outorgado por Dr. Alberto Galeno, à época Presidente da Casa de Juvenal Galeno.

## Obra
- Alma Liberta, (1986),
- Transparências, (1989),
- Cantos Circunstanciais, (1996),
- Tempo das Esperas, (2000),
- Sob Eros e Thanatos, (2002),
- Crítica Reunida, (2007),
- Ânfora de Sol, (2010),
- Caminho de Sol, (2015), - em parceria com Ana Paula de Medeiros Ribeiro - Homenagem à sua mãe.

## Distinções e homenagens
- Recebeu o V Prêmio Cidade de Fortaleza,
- Recebeu o II Prêmio Ceará de Literatura,
- Recebeu o XV Prêmio de Poesia Falada do Norte e Nordeste,
- Recebeu o Prêmio Osmundo Pontes de Literatura 2000, com o livro Tempo das Esperas,
- Recebeu o Prêmio Henriqueta Lisboa, pela Academia Mineira de Letras (Menção Especial), com o livro Tempo das Esperas,
- Recebeu o Prêmio Domingos Olímpio de Literatura, (Menção Honrosa)
- Recebeu o Prêmio Lúcia Martins de Poesia - com o livro Ânfora de Sol,
- Em 2002, foi aclamada Princesa do Poetas do Ceará,
- Recebeu a Medalha do Centenário da Academia Paraense de Letras,
- Recebeu a Medalha Carlos Dummond de Andrade,
- Recebeu a Medalha do Rio Grande do Norte,
- Recebeu a Medalha Sesquicentenário do Barão de Studart,